# 橫溪站 (台灣)
橫溪站位於台灣新北市三峽區，為新北捷運 三鶯線（興建中）的捷運車站。

## 車站概要
車站位於三峽橫溪地區佳興路、三榮駕訓班附近。

## 車站構造
預定為高架車站，島式月台。

### 車站樓層
| 地上 二樓 | 一月台             | ← 三鶯線 往頂埔方向（LB03 長壽山站）                              |
| 地上 二樓 | 島式月台，左側開門 |                                                                   |
| 地上 二樓 | 二月台             | 三鶯線 往鶯桃福德方向（LB05 龍埔站）→                             |
| 地面      | 大廳 穿堂層        | 出入口、車站大廳、詢問處、自動售票機、驗票閘門 洗手間（付費區內） |

## 外部連結
台北捷運三鶯線路線說明